# ون بلس تو
OnePlus 2 هو هاتف ذكي يعمل بنظام أندرويد تم الكشف عنه عام 2015، وقد تم طرحه في الأسواق في 28 يونيو 2015.
نص غليظ
ون بلس تو هو الهاتف الثاني من سلسلة أجهزة «ون بلس» وهي أجهزة فريدة من نوعها لأنها لا تأتي بنظام الأندرويد المعتاد بل تأتي بنظام الأندرويد المعدل " CyanogenMod "
المواصفات:
يأتي الهاتف بمعالج " Snapdragon 810 " ثماني الأنوية وذاكرة عشوائية بسعة «4 جيجا» وبكاميرا بدقة 13 ميجا بيكسل وأخرى أمامية بدقة 5 ميجا بيكسل، ويأتي بشاشة كبيرة بحجم 5.5 إنش وبدقة ال 1080p وبكثافة 401 بيكسل، وببطارية قوية بسعة 3300 ملي أمبير وبحساس بصمة اليد.